# Liste der Seen in Sierra Leone
Dies ist eine Liste der Seen in Sierra Leone. 

## Seen
| See         | Provinz/Gebiet | Lage                        | Fläche in km² | größte Tiefe in Meter | mittlere Tiefe in Meter | Abfluss                                | Anmerkung         |
| ----------- | -------------- | --------------------------- | ------------- | --------------------- | ----------------------- | -------------------------------------- | ----------------- |
| Baiama-See  | Southern       | 7° 16′ 36″ N, 11° 57′ 19″ W | 06,5          |                       |                         |                                        |                   |
| Duwi-See    | Southern       | 7° 12′ 57″ N, 11° 36′ 5″ W  | 0             |                       |                         |                                        |                   |
| Gambia-See  | Southern       | 7° 30′ 32″ N, 11° 58′ 6″ W  | 00,9          |                       |                         |                                        |                   |
| Jalanda-See | Southern       | 7° 19′ 45″ N, 11° 54′ 50″ W | 0             |                       |                         |                                        |                   |
| Kamason-See | Southern       | 7° 18′ 56″ N, 11° 57′ 57″ W | 01,8          |                       |                         |                                        |                   |
| Kenema-See  | Southern       | 7° 19′ 53″ N, 12° 17′ 17″ W | 01,3          |                       |                         |                                        |                   |
| Kpoll-See   | Southern       | 7° 29′ 44″ N, 12° 5′ 5″ W   | 0             |                       |                         |                                        |                   |
| Kwako-See   | Southern       | 7° 18′ 7″ N, 11° 59′ 22″ W  | 01,0          |                       |                         |                                        |                   |
| Mabesi-See  | Southern       | 7° 10′ 28″ N, 11° 42′ 51″ W | 20,7–36       |                       | 1                       | Waanje                                 |                   |
| Mape-See    | Southern       | 7° 8′ 54″ N, 11° 47′ 52″ W  | 27,5–85       | 20                    | 10                      | Waanje                                 |                   |
| Masatoi-See | Southern       | 7° 11′ 44″ N, 11° 50′ 8″ W  | 02,6          |                       |                         |                                        |                   |
| Popei-See   | Southern       | 7° 28′ 18″ N, 12° 0′ 0″ W   | 05,4          |                       |                         |                                        |                   |
| Sonfon-See  | Northern       | 9° 14′ 54″ N, 11° 31′ 17″ W | 02,6          | 6                     |                         | Pampana → Sherbro → Atlantischer Ozean | größter Binnensee |
| Tibi-See    | Southern       | 7° 24′ 50″ N, 11° 58′ 27″ W | 01,8          |                       |                         |                                        |                   |
| Tula-See    | Southern       | 7° 32′ 15″ N, 11° 58′ 5″ W  | 0             |                       |                         |                                        |                   |
| Yomboro-See | North West     | 9° 30′ 0″ N, 12° 37′ 59″ W  | 0             |                       |                         |                                        |                   |

Quelle:

## Stauseen
| See             | Provinz/Gebiet | Lage                       | Fläche in km² | größte Tiefe in Meter | Fluss | Anmerkung                   |
| --------------- | -------------- | -------------------------- | ------------- | --------------------- | ----- | --------------------------- |
| Bumbuna-Stausee | Northern       | 9° 4′ 17″ N, 11° 43′ 22″ W | 21            |                       | Seli  | einziger Stausee des Landes |